# Лозова-Павлівка
Лозова-Павлівка — колишнє селище міського типу у Ворошиловградської області, зараз — східна частина міста Брянка Луганської області. Поруч проходить річка Лозова.

## Історія

### Російська імперія
Страждаючи від гніту простий люд та козаки переселялися на південь, територію Дикого поля. Тут утворювалися зимівники та хутори. В 1696 році, такий зимівник з'явився і на річці Лозовій під назвою Кам'яний Яр. В 1753 році на землях вздовж Сіверського Донця утворювалися військові поселення сербів, волохів, молдаван, венгрів та інших, хто перейшов на військову службу Російській імперії. Заселена ними територія отримала назву Слов'яносербія.
В 1776 році серб секунд-майор Павло Іванович Міокович отримав три тисячі десятин родючої землі поблизу річки Лозової, на місці козацького зимівника Кам'яний Яр, і заснував велике село, назвавши його за своїм іменем — Павлівкою. Вже в 1782 році в ньому проживало 251 чоловік, а 1785 — 400 чоловік. Сусідні села Лозова, Павлівка та Петрівка (яка належала Ганні Міокович) утворили в 1787 році велике село Лозова-Павлівка, хоч на картах того часу села позначалися окремо. Було побудовано церкву в честь дружини Ганни. Родючі рілля та пасовища сприяли вирощуванню зерна, розвитку сільських промислів — винокурного, маслоробного, народних ремесел — бондарного, ковальського, швацтва, ткацтва, торгівлі. 
В 1832 році село називалося Павлівське і налічувало 91 двір. В 1861 році село стало центром Лозовопавлівської волості Слов'яносербського повіту Катеринославської губернії, для цього в Лозовій-Павлівці були побудовані адміністративні будівлі волосного центру. В цей час в селі було два вітряних і водяний млин на річці Лозовій, швейна і меблеві фабрики, цегельний завод, ремонтно-механічна майстерня, банк, нотаріальна контора, волосне правління, дві школи, бібліотека, театр, земська лікарня, церква, ветеринарний пункт і відоме на всю волость і губернію «Товариство тверезості та взаємного кредиту». В 1870-х роках на східній околиці села було утворено Лозово-Павлівський рудник.

### Радянська влада
В 1917 році в селі було дві типографії — 1-ша і 2-га Радянські, які займалися випуском газети "Известия". З 7 березня 1917 року в результаті Лютневої революції влада в Лозовій-Павлівці перейшла до рудничної Раді, на шахтах почали діяти комітети нагляду за роботами, вирішення спорів з адміністрацією, наглядом за розподілом продуктів. Наприкінці вересня 1917 року влада перейшла до Лозово-Павлівської Ради. Після приходу радянської влади було створено Лозово-Павлівський район. В період 1918-1919 років село було під владою кайзерівських військ, потім денікінців. В березні 1919 року на рудниках було створено Лозово-Павлівський комітет комсомолу, секретарем було обрано Г. П. Парахіна. Наприкінці грудня 1919 року за підтримки партизанів, робітників заводів і копалень Лозову-Павлівку зайняли частини 1-ї Кінної армії Будьонного. Згідно з постановою ВУЦВК від 1 серпня 1928 року і рішенням центральної територіально-адміністративної комісії при ВУЦВК від 2 липня 1928 року Лозово-Павлівський район перейменований в Кадіївський з центром в місті Кадіївка.
Селище Брянського рудника, яке було утворене на місці шахти №6 у 1890 році, до початку німецько-радянської війни розрослося і об'єдналося з Лозовою-Павлівкою, та іншими і в 1939 році стало називатися Брянка Кадіївського району. У цей час у ньому проживало 36920 чоловік.